# Nuclear Blues
Nuclear Blues è l'undicesimo album in studio del gruppo rock statunitense Blood, Sweat & Tears, pubblicato nel 1980.

## Tracce
1. Agitato – 5:51
2. Nuclear Blues – 4:24
3. Manic Depression – 4:18
4. I'll Drown in My Own Tears – 7:21
5. Fantasy Stage – 5:41
6. Spanish Wine Suite – 15:11
7. Spanish Wine (Reprise) – 1:42

## Formazione
- David Clayton-Thomas – voce
- Robert Piltch – chitarra
- Dave Piltch – basso
- Bobby Economou – batteria
- Richard Martinez – organo, piano, clavinet
- Bruce Cassidy – tromba, flicorno
- Earl Seymour – sassofoni, flauto
- Vern Dorge – sassofono, flauto
- William Smith – cori
- Lonnie Jordan – cori